# Heinrich Isaacks
Heinrich Isaacks (5 marzo 1985) è un calciatore namibiano, attaccante dell'UNAM.

## Carriera

### Nazionale
Ha esordito in nazionale nel 2003.

## Palmarès

### Club

#### Competizioni nazionali
- Campionato namibiano: 2

Civics: 2005, 2006